# Неслуха
Неслуха (бел. Няслуха) — река в Дрогичинском, Ивановском и Пинском районах Брестской области, левый приток Пины (бассейн Припяти).

## Физико-географические характеристики
Длина реки — 33 км, площадь водосборного бассейна — 1130 км². Берёт своё начало у деревни Дроботы Дрогичинского района. Некоторые исследователи считают, что исток Неслухи расположен в другой точке Дрогичинского района. Русло слабоизвилистое, шириной 3—15 м. Неслуха является частью Днепровско-Бугского канала.
На реке города не располагаются. Ближе других у истока реки располагается д. Гутово, в устье — д. Пешково.
Притоки реки Неслухи: правобережные и левобережные — мелиоративные каналы. Водосбор в пределах Полесской низменности. Скорость течения незначительная. На некоторых участках может наблюдаться обратное течение. Берега низкие, местами заболоченные. Практически не загрязнена сбросами промышленных вод. 
Русло Неслухи претерпело значительные изменения во время мелиорации Полесья. В результате русло было спрямлено в верхнем течении реки, отрезаны участки старого русла, которые превратились в старицы с незначительным стоком.
В городе Пинске — речной порт.
Гидрологические наблюдения на реке ведутся эпизодически и периодически на базе гидрологического поста Пинск.